# جون إف. بيتمان
جون إف. بيتمان (بالإنجليزية: John F. Bateman)‏ هو مدير فني أمريكي، ولد في 1914، وتوفي في 1998 في نيو لندن في الولايات المتحدة.